# عزف منفرد (كتاب)
عزف منفرد كتاب للكاتب الدكتور يوسف إدريس يتضمن دراسات ومقالات، صدر عام 1987 عن دار الشروق في 150 صفحة. يتحدث الدكتور إدريس بضمير ال «أنا»، ويبدأ مقالات الكتاب بالردِّ على حوارٍ يتضمن مُعظم الأسئلة التي يرغب القُراء في إلقائِها عليه، حول القصة والقاصِّ، والفكرةِ والصياغة، والتأصيلِ والتجديد. يحتوي هذا الكتاب على خمس عشرة مقالة، يعلق فيها إدريس على بعض الأحداث الجارية تارة وتارة أخري يتحدث عن لقاءاته بشخصيات أدبية فريدة، كما أنه في هذه المقالات أوضح رؤيته الشخصية لبعض الشخصيات السياسية والأدبية.

## محتوى الكتاب
حديث - لقاءٌ حافِلٌ مع دورنمات - دورنمات في مصر - افتح الحنفية ينزل كوكايين - المساحة الحَرِجة - ضحك الجنازات - مهزلة دورنماتية - الأب الغائب - ملعبة التليفزيون - وهوى النجم - جولة في عقول القُرَّاء - أسرع يا بني وصوِّر - إيزيس بين الحكيم ومطاوع - لكي نعيش الحاضر لا بد أن نعرف المستقبل - حتمًا سأكتب قِصَّتها.

## مقتطفات من الكتاب
حديث
تهمة لا أنفيها:
قالت الشائعات إن فترة المرض حولت فناننا الكبير إلى متصوف يرى الله في داخله. ثم جاءت كتاباتك الأخيرة شبه مؤكدة لهذه الشائعات. فماذا عن رد هذه  التهمة؟
ضحك وهو يقول:
هذه تهمة لا أنفيها وشرف لا أدعيه، فالذى لايرى الله في داخله، ليس هو فقط غير متصوف أو غير مؤمن.. ولكنه غير إنسان بالمرة.. ولست من أوائك الذين يحبون أن يتحدثوا عما يؤمنون به.. فأنا في داخلي معمل إيمان لا يتوقف عن البحث والتنقيب، والتجريب والرفض، والعدول والقبول. معملي هذا غير ملتزم بإصدار نشرة دورية عن «أحدث» ما وصل إليه. وأعتقد أن الشائعات صيغت بهذه الطريقة كي أبدو في نظر الناس كأني لم أكن مؤمنا بالله، ثم آمنت به أخيرا بعد المرض.. لكن كيف وضعت «حيثيات» قضية خطيرة كهذه وأنا نفسي لا أعرف عنها شيئا؟
لقاء حافل مع دورنمات
حين كنت طالب علم أقرأ المراجع الطبية، واقرأ أحيانا كتبا لأساتذة الأدب في القرن التاسع عشر كانت صورة أولئك الأساتذة سواء في العلم أو الأدب تأخذ عندي طابعا مبالغا فيه تماما، كنت اتصور أن ذلك الرجل العظيم الذي باستطاعته أن يكتب هذا المرجع أو يحيط به، بل أحيانا يكتشف ويخترع تلك المعلومات لايمكن أن يكون مثلنا أبدا، وكنت لا أفعل هذا عن تصور رومانسي لإنسان خرافي أو من عالم آخر كتب أو ألف؛ ولكن الكاتب أو العالم يعطينا فيما يكتبه خير ماعنده، أو بالأصح معجزته الخاصة التي وصل إليها وحده، وقياسا على هذا نتصور نحن أن كل شئ فيه - مثل إنتاجه - معجزة هو الآخر ومن مجموع تلك المعجزات التي تكون شخصه يتبدى لنا في صورة أسطورية تماما بل إني لأذكر أنى بعد أن أصبحت كاتبا وصدر كتابي الأول «أرخص ليالي». كنت مدعوا إلى حفل في إحدى السفارات، ووجدت ضمن المدعوين الدكتور طه حسين يصطحبه سكرتيره الأستاذ فريد شحاته، وكنت أعرف أن الدكتور طه حسين قد قرأ كتابي واعجب به تماما، وأنه أوصى المرحوم الأستاذ سامى داوود أن يخبرني أنه يريد أن يراني، وها هو ذا طه حسين أمامى لاتفصلنى عنه إلا بضع خطوات، وما على إلا أن اذهب إليه وأسلم عليه وأقول له أسمي، فلا حرج إذن ولا إحراج، ولاداعى للوجل، والرجل هو الذي يطلب لقائي، ومع هذا لم أستطع أن أخطو خطوة واحدة تجاه الأستاذ العميد الذي قرأت له «الأيام» و«المعذبون في الأرض» و«أديب»، والذى كنت أضعه هو والأستاذ توفيق الحكيم في برج فني خاص أقول لنفسي إننى أبداً لن أستطيع بلوغه، وهكذا مضت الحفلة وغادرها طه حسين ولم أقابله إلا بعدها بعام حين اصطحبني المرحوم سامي داود مما يشبه الإرغام للقائه في فيللته بالزمالك في ذلك الحين تذكرت كل هذا وأنا في طريق للقاء فردريك دورنمات  أعظم كاتب مسرحي معاصر - في رأيى المتواضع - ذلك أنى حين دعتنى «البروحيلتسيا» وترجمتها «من أجل سويسرا» وهي الهيئة التي تشرف وتشجع وترعى الأدب والفن السويسريين، وكان رفيقي في الرحلة أستاذنا الدكتور لويس عوض.
ضحك الجنازات
قرأت الحديث الذي أجراه ابننا الصحفي الشاب بهاء صلاح جاهين في الأهرام مع الأستاذ العميد الدكتور لويس عوض. كان أهم محتويات الحديث أن الدكتور لويس عوض ينعي في رثاء جليل حركة الكبار في الأدب العربي وعلى رأسهم أستاذنا الكبير توفيق الحكيم وعمنا المبدع نجيب محفوظ، وشيخ طريقتنا القصيرة يحيى حقي وكاتب هذه السطور. كذلك لم يسلم كبار نقادنا - ضمنا من النعي - الناقدين الكبيرين الدكتور عبد القادر القط والدكتور علي الراعي. وقال الدكتور لويس عوض فيما قال: أنه جيل - يقصد هؤلاء جميعا الذين ذكرتهم - قد انتهى بحلول النكسة أو الهزيمة عام 67 – ولم يعد لديه يقوله أو يبدعه. وأنه هو شخصيا قد مل الكتابة والكلام وفرغت جعبته والحقيقة أنى كنت قبلها بليلة قد فرغت من قراءة كتاب الصديق الموهوب أحمد رجب «كلام فراغ» وهو كتاب من أعظم ما قرأت خلال الأعوام الماضية لا لأنه يحتوى على كنوز معرفة غالية، ولا لأن حكمة الكون كله قد تلخصت فيه، ولكن لأن أحمد رجب نموذج فريد في الكتابة الساخرة، وإذا كان الكاتب الذائع الصيت «أرت بوكوالد» قد ابتدع طريقة أمريكية فريدة في السخرية خاصة من الرؤساء الاميريكيين وزوجانهم - أثناء حكمهم بالطبع - محتويا في جعبته جده الروحى «مارك توين» وحتى شارلى شابلن كمؤلف إلا أنها طريقة أمريكية فيها سخرية ذكية ذكاء العواجيز الخبثاء أما صديقنا أحمد رجب فهو ساخر مصري أصيل، روحه من روح عبد الله النديم وأسلوبه فيه رشاقة الكاتب العبقري الساخر المرحوم محمد عفيفي، فيه نكتة محمود السعدني الفاقعة في مصريتها وطول لسانها فيه لمسة صلاح جاهين الكاريكاتيرية وتلامذته من رمسيس إلى الليثي إلى محمد حاكم... غير أن ميزة أحمد رجب الكبرى هي في نهايات «نصف كلمة» التي يكتبها، إنه دائما مجهز لك قنبلة مسيلة لدموع الضحك في آخركل فقرة يكتبها وهى قنبلة لاتقتل ولا تجرح ولكنها تدفعك حتى للتأمل وكأن فيها كل الحكمة. كنت في الليلة التي قبلها قد انتهيت من قراءة الكتاب، واستنفذت كل طاقتي من الضحك بيني وبين نفسي أولا، وبصوت عال يكاد يوقظ من في البيت وحين طويت الكتاب ووضعته جانبا، قلت لنفسي: هأنذا قد ضحكت بما يكفيني شهرا بأكمله.

## تعليقات على الكتاب
كتب محمد قيس على موقع مقالات في 7 يناير 2019: «يعزف الأديب والكاتب الكبير يوسف إدريس بالكلمات، قائلًا يصف شغفه ورسالته في الكتابة:» إنني لا أكتب بناءً على تحديدٍ دقيق لوظيفتي في الحياة، فلست أعرف لي وظيفةً غير محاولة مساعدة الآخرين«، فالقلم هو سلاحه للثورة وللدفاع عن كل محتاج».

## وصلات خارجية
https://www.hindawi.org/books/71470597/ عزف منفرد (كتاب)
https://alqarii.com/reviews/2662-aazf-mnfrd عزف منفرد (كتاب)
https://www.goodreads.com/book/show/7242729 عزف منفرد (كتاب)